# Magyarmacskás
Magyarmacskás település Romániában, Kolozs megyében.

## Fekvése
Kolozsvártól északnyugatra, Szentmártonmacskás szomszédjában fekvő település.

## Története
Árpád-kori település, nevét az oklevelek 1283-ban említették először Machkás néven.
1307-ben inferior Machkás elnevezéssel fordult elő az oklevelekben.
1310-ben Machkás néven írták nevét és ekkor már megnevezték Szent Márton-templomát is, mely a mai Szentmártonmacskással közös templom volt és a két falut egymástól csak egy patak választotta el, s mindkét falut a közös templom után nevezték akkor 'Szentmártonmacskás-nak.
1332-ben neve szerepelt a pápai tizedjegyzékben is, és ekkor Lőrinc nevű papja is említve volt.
1334-ben Pál nevű papja 2 garas pápai tizedet fizetett.
1474-ben a Szucsáki család, Szucsáki Sandrin birtoka volt.
1504-ben Mérai Almádi Márton szerezte meg Csepegőmacskási néhai Almádi Mihály fia Mátétól.
1667-ben nevét már Alsómachás néven említették, valószínűleg ekkortájt válhatott két részre a falu: Alsó- és Felsőmacskásra.
1895-ben a régi Szentmárton templomot lebontották és újat építettek helyette.
A falunak nevet adó Szentmárton templom Magyarmacskás területén állt, s a két falu közösen használta. Középkori lakói katolikusok voltak, azonban a Reformáció idején reformátusokká lettek.
Magyarmacskás a trianoni békeszerződés előtt Kolozs vármegye Kolozsvári járásához tartozott.
1910-ben 617 lakosából 174 magyar, 443 román volt. Ebből 16 római katolikus, 449 görögkatolikus, 140 református volt.